# Веледа

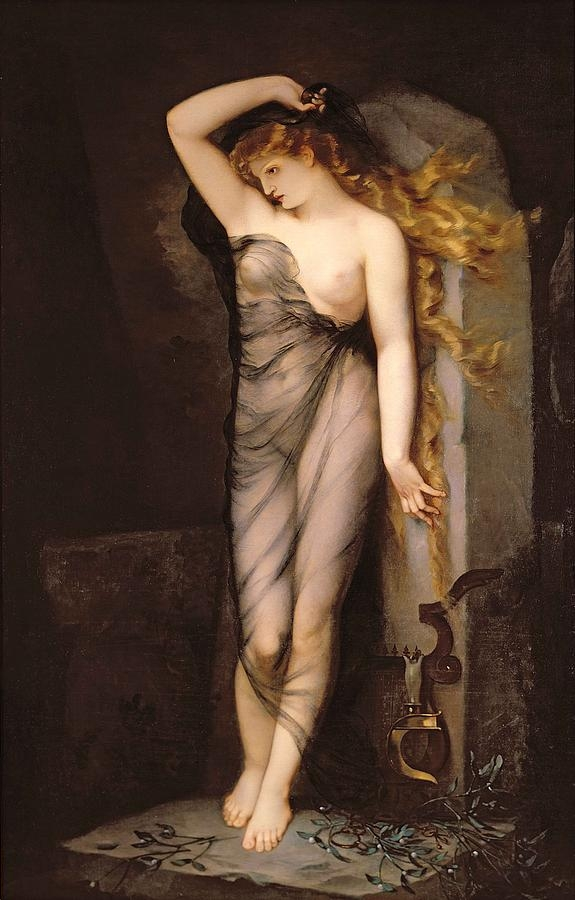
Шарль Вуаймо. Веледа (1869)

Веледа (Veleda, Velleda) (I век н. э.) — пророчица, известная у древних германцев и римлян. Согласно римскому историку Тациту происходила из племени бруктеров, жила затворницей в высокой башне у воды. Играла значительную роль в восстании батавов под командованием Юлия Цивилиса в 69-70 годах н. э., призывая германские племена к войне против Рима и обещая победу. Умерла в римском плену.

Эта незамужняя женщина из племени бруктеров пользовалась у варваров огромным влиянием, ибо германцы, которые всегда считали, будто многие женщины обладают даром прорицать будущее, теперь дошли в своем суеверии до того, что стали считать некоторых из них богинями. Благоговение, которое вызывала у них Веледа, ещё возросло, когда сбылись её предсказания о победе германцев и гибели римских легионов.
— Публий Корнелий Тацит, История. кн. IV, 61

Ведь германцы считают, что в женщинах есть нечто священное и что им присущ пророческий дар, и они не оставляют без внимания подаваемые ими советы и не пренебрегают их прорицаниями. В правление божественного Веспасиана мы видели среди них Веледу, долгое время почитавшуюся большинством как божество; да и в древности они поклонялись Альбруне и многим другим, и отнюдь не из лести и не для того, чтобы впоследствии сделать из них богинь.
— Публий Корнелий Тацит, О происхождении германцев и местоположении Германии, 8
При Веспасиане Веледа была захвачена римлянами и доставлена в Рим, где и умерла
Существует точка зрения, что Веледа — это не имя, а общее название прорицательниц, образованное от старого германского слова «Вёльва», «пророчица».
Вероятно также происхождение названия от западногерманского waldon — «иметь власть» или от Voltumnae — имени этрусской богини Вольтумны.
В честь Веледы назван астероид (126) Веледа, открытый в 1872 году. Истории Веледы посвящены одноимённые оперы: «Веледа» Эдуарда Соболевского поставлена в 1835 г. в Кёнигсберге, «Веледа» Шарля Леневё — в 1882 году в Лондоне.